# Italian Hockey League 2023-2024
La Italian Hockey League 2023-2024 è l'84ª edizione del secondo livello del campionato italiano di hockey su ghiaccio.

## Squadre
Le squadre partecipanti sono salite ad undici: vennero confermate le dieci partecipanti della stagione precedente, cui si è aggiunto il Feltreghiaccio. I veneti erano stati sconfitti in finale dall'Hockey Piné nella Italian Hockey League - Division I 2022-2023, ma erano stati ripescati al posto dei trentini che avevano rinunciato alla promozione.
| Alleghe                                             | Veneto              | Alleghe (BL)           | Stadio del ghiaccio |
| Eppan-Appiano                                       | Trentino-Alto Adige | Appiano (BZ)           | Stadio del ghiaccio |
| Bressanone-Brixen                                   | Trentino-Alto Adige | Bressanone (BZ)        | Stadio del ghiaccio |
| Kaltern-Caldaro                                     | Trentino-Alto Adige | Caldaro (BZ)           | Stadio del ghiaccio |
| Como                                                | Lombardia           | Como (CO)              | Stadio del ghiaccio |
| Dobbiaco                                            | Trentino-Alto Adige | Dobbiaco (BZ)          | Stadio del ghiaccio |
| Feltreghiaccio                                      | Veneto              | Feltre (BL)            | Stadio del ghiaccio |
| Pergine                                             | Trentino-Alto Adige | Pergine Valsugana (TN) | Stadio del ghiaccio |
| Valdifiemme                                         | Trentino-Alto Adige | Cavalese (TN)          | Stadio del ghiaccio |
| Hockey Club Valpellice Bulldogs Valpellice Bulldogs | Piemonte            | Torre Pellice (TO)     | Stadio del ghiaccio |
| Varese                                              | Lombardia           | Varese (VA)            | Stadio del ghiaccio |

## Formula
Le squadre si incontrano in un girone di andata e ritorno (regular season). Al termine di questa prima fase, le undici compagini verranno divise in due gruppi (portando in dote un terzo dei punti guadagnati della prima fase, arrotondati per difetto): master round (per le prime 5 classificate) e qualification round (per le restanti 6). Le squadre del master round e le prime tre classificate del qualification round hanno accesso ai play-off, che vedranno quarti e semifinali al meglio dei cinque incontri e finale al meglio dei sette incontri.

### Coppa Italia
Tutte e undici le squadre disputeranno anche la Coppa Italia (hockey su ghiaccio), assieme a cinque squadre provenienti dalla IHL - Div. I.

## Regular season

### Classifica
| Pos. | Squadra             | Pt | G  | V  | VOT | POT | P  | GF | GS |
| ---- | ------------------- | -- | -- | -- | --- | --- | -- | -- | -- |
| 1.   | Pergine             | 46 | 20 | 13 | 3   | 1   | 3  | 81 | 44 |
| 2.   | Kaltern-Caldaro     | 46 | 20 | 13 | 1   | 5   | 1  | 72 | 44 |
| 3.   | Varese              | 42 | 20 | 10 | 5   | 2   | 3  | 69 | 43 |
| 4.   | Eppan-Appiano       | 40 | 20 | 10 | 4   | 2   | 4  | 71 | 44 |
| 5.   | Alleghe             | 36 | 20 | 10 | 2   | 2   | 6  | 71 | 56 |
| 6.   | Feltreghiaccio      | 34 | 20 | 10 | 2   | 0   | 8  | 64 | 59 |
| 7.   | Valdifiemme         | 27 | 20 | 6  | 3   | 3   | 8  | 67 | 64 |
| 8.   | Como                | 26 | 20 | 6  | 3   | 2   | 9  | 33 | 39 |
| 9.   | Bressanone-Brixen   | 14 | 20 | 4  | 0   | 2   | 14 | 40 | 84 |
| 10.  | Valpellice Bulldogs | 10 | 20 | 3  | 0   | 1   | 16 | 35 | 78 |
| 11.  | Dobbiaco            | 9  | 20 | 2  | 0   | 3   | 15 | 42 | 89 |

Legenda:

      Ammesse al master round
      Ammesse al qualification round
Note:

Tre punti a vittoria, due punti a vittoria dopo overtime o rigori, un punto a sconfitta dopo overtime o rigori, zero a sconfitta.
In caso di parità di punti, vengono conteggiati i punti negli scontri diretti; in caso di ulteriore parità, la differenza reti negli scontri diretti; in caso di ulteriore parità, la differenza reti globale; in caso di ulteriore parità, vi sarà un sorteggio.

## Seconda fase

### Master Round
| Pos. | Squadra         | Pt | G | V | VOT | POT | P | GF | GS |
| ---- | --------------- | -- | - | - | --- | --- | - | -- | -- |
| 1.   | Varese          | 33 | 8 | 5 | 2   | 0   | 1 | 36 | 17 |
| 2.   | Pergine         | 32 | 8 | 4 | 2   | 1   | 1 | 34 | 19 |
| 3.   | Kaltern-Caldaro | 29 | 8 | 4 | 0   | 2   | 2 | 27 | 24 |
| 4.   | Alleghe         | 18 | 8 | 2 | 0   | 0   | 6 | 18 | 39 |
| 5.   | Eppan-Appiano   | 17 | 8 | 1 | 0   | 1   | 6 | 18 | 34 |

### Qualification round
| Pos. | Squadra             | Pt | G  | V | VOT | POT | P | GF | GS |
| ---- | ------------------- | -- | -- | - | --- | --- | - | -- | -- |
| 1.   | Valdifiemme         | 30 | 10 | 6 | 1   | 1   | 2 | 45 | 35 |
| 2.   | Como                | 27 | 10 | 5 | 1   | 2   | 2 | 49 | 36 |
| 3.   | Feltreghiaccio      | 24 | 10 | 3 | 1   | 2   | 4 | 37 | 44 |
| 4.   | Valpellice Bulldogs | 17 | 10 | 4 | 1   | 0   | 5 | 41 | 41 |
| 5.   | Bressanone-Brixen   | 16 | 10 | 2 | 2   | 2   | 4 | 27 | 36 |
| 6.   | Dobbiaco            | 14 | 10 | 3 | 1   | 0   | 6 | 31 | 38 |

## Play-off

### Tabellone
|  | Quarti di finale | Quarti di finale | Quarti di finale | Quarti di finale | Quarti di finale | Quarti di finale | Quarti di finale |   |                 | Semifinali | Semifinali | Semifinali | Semifinali | Semifinali | Semifinali | Semifinali |  |  | Finale | Finale | Finale | Finale | Finale | Finale | Finale | Finale | Finale |
|  |                  |                  |                  |                  |                  |                  |                  |   |                 |            |            |            |            |            |            |            |  |  |        |        |        |        |        |        |        |        |        |
|  | 1M               | Varese           | 1                | 3                | 4                | 5                | 5                |   |                 |            |            |            |            |            |            |            |  |  |        |        |        |        |        |        |        |        |        |
|  | 3Q               | Feltreghiaccio   | 5                | 4                | 2                | 0                | 1                |   |                 |            |            |            |            |            |            |            |  |  |        |        |        |        |        |        |        |        |        |
|  | 3Q               | Feltreghiaccio   | 5                | 4                | 2                | 0                | 1                |   | 1M              | Varese     | 4          | 0          | 5          | 3          | 3          |            |  |  |        |        |        |        |        |        |        |        |        |
|  |                  |                  |                  |                  |                  |                  |                  |   | 1M              | Varese     | 4          | 0          | 5          | 3          | 3          |            |  |  |        |        |        |        |        |        |        |        |        |
|  |                  | 5M               | Eppan-Appiano    | 1                | 4                | 1                | 4                | 2 |                 |            |            |            |            |            |            |            |  |  |        |        |        |        |        |        |        |        |        |
|  | 4M               | 5M               | Eppan-Appiano    | 1                | 4                | 1                | 4                | 2 | Alleghe         | 3          | 4          | 0          | 4          |            |            |            |  |  |        |        |        |        |        |        |        |        |        |
|  | 4M               |                  |                  |                  |                  |                  |                  |   | Alleghe         | 3          | 4          | 0          | 4          |            |            |            |  |  |        |        |        |        |        |        |        |        |        |
|  | 5M               | Eppan-Appiano    | 1                | 9                | 3                | 6                |                  |   |                 |            |            |            |            |            |            |            |  |  |        |        |        |        |        |        |        |        |        |
|  |                  |                  |                  |                  |                  |                  |                  |   |                 |            |            |            |            |            |            |            |  |  | 1M     | Varese | 2      | 2      |        |        |        |        |        |
|  |                  |                  | 2M               | Pergine          | 3                | 3                |                  |   |                 |            |            |            |            |            |            |            |  |  |        |        |        |        |        |        |        |        |        |
|  | 2M               | Pergine          | 7                | 4                | 5                | 4                | 6                |   |                 |            |            |            |            |            |            |            |  |  |        |        |        |        |        |        |        |        |        |
|  | 2Q               | Como             | 2                | 6                | 6†               | 1                | 3                |   |                 |            |            |            |            |            |            |            |  |  |        |        |        |        |        |        |        |        |        |
|  | 2Q               | Como             | 2                | 6                | 6†               | 1                | 3                |   | 2M              | Pergine    | 0          | 6‡         | 4          | 2          | 4          |            |  |  |        |        |        |        |        |        |        |        |        |
|  |                  |                  |                  |                  |                  |                  |                  |   | 2M              | Pergine    | 0          | 6‡         | 4          | 2          | 4          |            |  |  |        |        |        |        |        |        |        |        |        |
|  |                  | 3M               | Kaltern-Caldaro  | 6                | 5                | 3                | 6                | 3 |                 |            |            |            |            |            |            |            |  |  |        |        |        |        |        |        |        |        |        |
|  | 3M               | 3M               | Kaltern-Caldaro  | 6                | 5                | 3                | 6                | 3 | Kaltern-Caldaro | 6          | 6          | 4          |            |            |            |            |  |  |        |        |        |        |        |        |        |        |        |
|  | 3M               |                  |                  |                  |                  |                  |                  |   | Kaltern-Caldaro | 6          | 6          | 4          |            |            |            |            |  |  |        |        |        |        |        |        |        |        |        |
|  | 1Q               | Valdifiemme      | 2                | 1                | 1                |                  |                  |   |                 |            |            |            |            |            |            |            |  |  |        |        |        |        |        |        |        |        |        |

Legenda: †=partita terminata ai tempi supplementari; ‡=partita terminata ai tiri di rigore